# Етезевімаб
Етезевімаб (англ. Etesevimab) — людське моноклональне антитіло, яке разом з бамланівімабом у листопаді 2020 року отримало екстрене схвалення до застосування від FDA для лікування коронавірусної хвороби легкої та середньої тяжкості, які мають високий ризик розвитку тяжкої форми хвороби, в дорослих і підлітків старших 12 років з вагою не менше 40 кілограмів із позитивним результатом безпосереднього вірусного тестування на SARS-CoV-2.
У рандомізованому клінічному дослідженні одноразова внутрішньовенна інфузія комбінації етезевімабу з бамланівімабом значно знизила рівень госпіталізації та смертність протягом 29-денного спостереження порівняно з плацебо. Безпеку та ефективність цієї терапії для лікування COVID-19 продовжують оцінювати.
Європейське агентство з лікарських засобів також провело огляд застосування комбінації бамланівімаб/етезевімаб на прохання виконавчого директора агентства після попереднього обговорення з робочою групою з розробки лікування проти COVID-19 у лютому 2021 року, яке завершилося на початку березня. У підсумку агентство визнало, що ця комбінація підходить для лікування підтвердженого COVID-19 у хворих, які не потребують додаткового кисню, та які мають високий ризик розвитку важкої форми коронавірусної хвороби. Згідно рекомендацій агентства комбінацію моноклональних антитіл можна використовувати в національних схемах лікування коронавірусної хвороби до їх офіційного повного схвалення до застосування. У березні 2021 року комбінація бамланівімабу/етезевімабу також проходила процедуру постійного нормативного огляду — процедури, яка передує можливому схваленню препарату в ЄС.

## Клінічні дослідження
Дані, які підтверджують дозвіл на екстрене використання бамланівімабу/етезевімабу, базуються на рандомізованому, подвійному сліпому, плацебо-контрольованому клінічному дослідженні у 1035 не госпіталізованих учасників, хворих на COVID-19 легкого та середнього ступеня важкості, які мали високий ризик розвитку важкої форми хвороби. З цих учасників 518 отримали одну інфузію 2800 мг бамланівімабу та 2800 міліграмів етезевімабу одночасно, а 517 отримали плацебо. Основними кінцевими точками дослідження була кількість госпіталізацій, пов'язаних з COVID-19, або смерть з будь-якої причини протягом 29 днів спостереження. Госпіталізація або смерть сталася у 36 (7 %) учасників, які отримували плацебо, порівняно з 11 (2 %) учасниками, які отримували комбінацію бамланівімабу та етезевімабу, зменшення госпіталізацій у групі введення препарату становило 70 % порівнюючи з групою плацебо. Усі 10 смертей (2 %) зареєстровані в групі плацебо. Таким чином, смертність від усіх причин була значно нижчою у групі з введенням бамланівімабу/етезевімабу, ніж у групі плацебо. Ця комбінація моноклональних антитіл не схвалена до застосування у хворих, які вже були госпіталізовані. Подібним чином, хворим з важкими захворюваннями, які знаходяться на штучній вентиляції легень, не рекомендована камбінація бамланівімаб/етезевімаб, оскільки вона може погіршити клінічний перебіг хвороби. Екстрене схвалення бамланівімабу/етезевімабу стало другим у США з препаратів компанії «Eli Lilly and Company» для хворих COVID-19, які мають високий ризик важкого перебігу хвороби.